# Luigi Nicolò
(Luigi Nicolò)
Luigi Nicolò (Rimini, 8 giugno 1922 – Rimini, 16 agosto 1944) è stato un partigiano italiano.

## Biografia

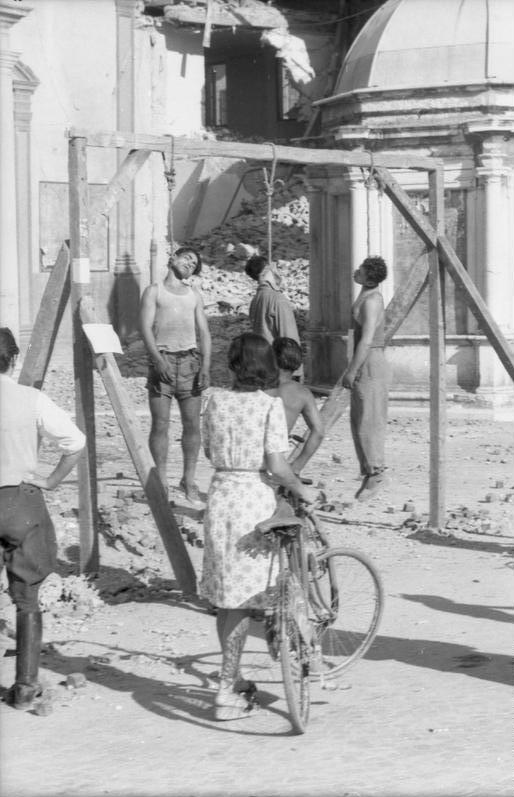
Fotografia del patibolo scattata dalle truppe tedesche.

Falegname, dopo l'8 settembre 1943 decise di aderire alla Resistenza, spostandosi in montagna all'inizio del 1944 ed entrando nelle file della neocostituita Brigata Garibaldi Romagnola, distinguendosi nei combattimenti nella zona di San Paolo in Alpe. Catturato con altri riminesi a Santa Sofia durante il rastrellamento di aprile che portò al temporaneo dissolvimento della formazione partigiana, fu deportato in Germania ma riuscì tuttavia a fuggire dal treno durante il viaggio di trasferimento. Rientrato a Rimini, entrò a far parte del 2º distaccamento della 29ª Brigata GAP "Gastone Sozzi" con il nome di Gino o Stunféin.
Durante un'operazione di sabotaggio a una trebbiatrice, con l'obbiettivo di impedire la raccolta del grano da consegnare ai nazifascisti, un gappista riminese fu riconosciuto e denunciato. Catturato, fu costretto sotto tortura a denunciare i compagni di lotta. Grazie al queste informazioni Luigi con i compagni Adelio Pagliarani e Mario Capelli vennero sorpresi il 14 agosto dai nazifascisti presso una delle due basi d'appoggio partigiane, situata presso la vecchia caserma di Via Ducale, nel centro storico di Rimini, mentre un quarto partigiano che era con loro, Alfredo Cecchetti, si salvò fortunosamente.
Imprigionato, torturato ed infine processato assieme ai suoi compagni da un tribunale tedesco, riconosciuto con loro colpevole in quanto "trovati in complotto in un deposito clandestino di armi e munizioni a scopo terroristico e confessi di delitti compiuti contro la Nazione", Luigi Nicolò il 16 agosto fu condotto nella centrale piazza Giulio Cesare di Rimini ed impiccato assieme ai "banditi" Adelio Pagliarani e Mario Capelli. Da quel momento in poi essi furono definiti i Tre Martiri, diventando simbolo della Resistenza e dei caduti nella lotta di Liberazione nel territorio della Provincia di Rimini.

## Riconoscimenti
Nel 1944, una volta liberata Rimini dai nazifascisti, in memoria di Nicolò e dei suoi due compagni fu mutata l'intitolazione della piazza ove era avvenuta l'esecuzione, assumendo l'attuale denominazione Piazza Tre Martiri.

Una via della città porta il nome di Luigi Nicolò.